# Lista de prefeitos de Teodoro Sampaio (São Paulo)
Esta é a lista de prefeitos e vice-prefeitos do município de Teodoro Sampaio, no estado brasileiro de São Paulo.
Neste artigo compreende-se todas as pessoas que tomaram posse definitiva da chefia do executivo municipal em Teodoro Sampaio e exerceram o cargo como prefeitos titulares, além de prefeitos eleitos cuja posse foi em algum momento prevista pela legislação vigente.
O cargo de prefeito foi criado em 11 de abril de 1835, pela assembleia provincial paulista, em reação aos amplos poderes conferidos pelo Código de Processo Criminal de 1832 às câmaras municipais. Seguiram o exemplo paulista seis províncias do nordeste brasileiro (Alagoas, Ceará, Maranhão, Paraíba, Pernambuco e Sergipe).
Sob a vigente ordem constitucional, essa designação é dada ao funcionário público do Poder Executivo municipal, que exerce seu cargo em função de uma legislatura (mandato), sendo para tanto eleito a cada quatro anos, podendo ser reeleito por mais 4 anos (segundo mandato).
Funções
O poder executivo municipal chefia a administração e comanda os serviços públicos, tendo como comandante o prefeito.
A partir da constituição brasileira de 1934, o cargo de prefeito passou a ser o único, em todo o Brasil, ao qual estão atribuídas as funções de chefe do poder executivo do governo local, em simetria aos chefes dos executivos da União e do estado, portanto, em forma monocrática. Este texto quer dizer que deverá haver harmonia e integração de ação entre as esferas envolvidas sem a intervenção de uma na outra, exceto nos casos previstos na Constituição Federal.
Eleições
O prefeito é eleito por sufrágio universal, secreto, direto, em pleito simultâneo em todo o País, realizado a cada quatro anos, no primeiro domingo de outubro.
E trinta dias após tem lugar o segundo turno, se o eleito em primeiro lugar não atingir 50% dos votos válidos mais um voto, no caso de municípios com mais de duzentos mil eleitores.
Conforme a legislação eleitoral atual no Brasil para tornar-se elegível, exige-se uma série de requisitos;
- Possuir nacionalidade brasileira ou portuguesa (neste caso, o cidadão português deve se encontrar amparado pelo Estatuto de Igualdade entre Portugueses e Brasileiros),
- Título de eleitor em dia e estar em gozo pleno do exercício dos direitos políticos,
- Domicilio eleitoral na circunscrição na qual o candidato se apresenta,
- Filiação partidária,
- Ser alfabetizado (tópico invalidado pela atual constituição brasileira de 1988),
- Desincompatibilização de cargo público — Se ocupa um cargo público deve sair seis meses antes das eleições e voltar caso possa só após seis meses ao pleito eleitoral,
- Renúncia de outro mandado até seis meses antes do pleito e não ser parente afim ou consangüíneo, até segundo grau, ou cônjuge de titular de cargo eletivo; pode, entretanto, ser candidato à reeleição (artigo 14 da Constituição),
- Ter idade mínima de 21 anos.

O prédio da Prefeitura chama-se Paço Municipal Prefeito José Natalício dos Santos.

## Prefeitos
| Nº | Nome                                                | Partido                                          | Vice-prefeito                                  | Partido                                          | Período do governo (duração do governo)                                      | Eleição | Observações                                                                                        |
| -- | --------------------------------------------------- | ------------------------------------------------ | ---------------------------------------------- | ------------------------------------------------ | ---------------------------------------------------------------------------- | ------- | -------------------------------------------------------------------------------------------------- |
| 1  | José Natalício dos Santos Natal                     | Aliança Renovadora Nacional ARENA                | Pedro Ginez Abellan                            | Aliança Renovadora Nacional ARENA                | 7 de março de 1965 até 31 de janeiro de 1969 (3 anos, 10 meses e 24 dias)    | 1964    | Prefeito e vice eleitos em sufrágio universal                                                      |
| 2  | Sebastião Furlan                                    | Aliança Renovadora Nacional ARENA                | José Arantes Bueno                             | Aliança Renovadora Nacional ARENA                | 1.º de fevereiro de 1969 até 31 de janeiro de 1973 (4 anos)                  | 1968    | Prefeito e vice eleitos em sufrágio universal                                                      |
| 3  | José Natalício dos Santos Natal                     | Aliança Renovadora Nacional ARENA                | Pedro Ginez Abellan                            | Aliança Renovadora Nacional ARENA                | 1.º de fevereiro de 1973 até 31 de janeiro de 1977 (4 anos)                  | 1972    | Prefeito e vice eleitos em sufrágio universal                                                      |
| 4  | José Arantes Bueno                                  | Aliança Renovadora Nacional ARENA                | Ademir Furlan                                  | Aliança Renovadora Nacional ARENA                | 1.º de fevereiro de 1977 até 31 de janeiro de 1983 (6 anos)                  | 1976    | Prefeito e vice eleitos em sufrágio universal                                                      |
| 5  | José Natalício dos Santos Natal                     | Partido Democrático Social PDS                   | João Carlos Amador                             | Partido Democrático Social PDS                   | 1.º de fevereiro de 1983 até 31 de dezembro de 1988 (5 anos e 11 meses)      | 1982    | Prefeito e vice eleitos em sufrágio universal                                                      |
| 6  | Newton Rodrigues da Silva Miltinho                  | Partido Social Democrático PSD                   | João Ferreira de Souza João Camilo             | Partido Social Democrático PSD                   | 1.º de janeiro de 1989 até 31 de dezembro de 1992 (4 anos)                   | 1988    | Prefeito e vice eleitos em sufrágio universal                                                      |
| 7  | Gerson Caminhoto                                    | Partido do Movimento Democrático Brasileiro PMDB | Antonio Firmo Ferraz Dr. Antonio               | Partido do Movimento Democrático Brasileiro PMDB | 1.º de janeiro de 1993 até 9 de setembro de 1995 (2 anos, 8 meses e 8 dias)  | 1992    | Prefeito e vice eleitos em sufrágio universal, Prefeito cassado em 9/9/1995 pela Câmara Municipal  |
| 8  | Antonio Firmo Ferraz Dr. Antonio                    | Partido do Movimento Democrático Brasileiro PMDB | Nenhum                                         | Linha sucessória (vice-prefeito)                 | 9 de setembro de 1995 até 31 de dezembro de 1996 (1 ano, 3 meses e 22 dias)  |         | Vice-prefeito, assume em virtude da cassação do mandato do titular                                 |
| 9  | Antonio Nunes da Silva                              | Partido Democrático Trabalhista PDT              | Aldir Alves de Amorim                          | Partido Democrático Trabalhista PDT              | 1.º de janeiro de 1997 até 9 de dezembro de 1999 (2 anos, 11 meses e 8 dias) | 1996    | Prefeito e vice eleitos em sufrágio universal, Prefeito cassado em 9/12/1999 pela Câmara Municipal |
| 10 | Aldir Alves de Amorim                               | Partido Democrático Trabalhista PDT              | Nenhum                                         | Linha sucessória (vice-prefeito)                 | 9 de dezembro de 1999 até 31 de dezembro de 2000 (1 ano e 22 dias)           |         | Vice-prefeito, assume em virtude da cassação do mandato do titular                                 |
| 11 | Paulo Alves Pires Paulão                            | Partido da Social Democracia Brasileira PSDB     | José Ademir Infante Gutierrez                  | Partido da Frente Liberal PFL                    | 1.º de janeiro de 2001 até 31 de dezembro de 2004 (4 anos)                   | 2000    | Prefeito e vice eleitos em sufrágio universal                                                      |
| 11 | Paulo Alves Pires Paulão                            | Partido da Social Democracia Brasileira PSDB     | José Ademir Infante Gutierrez                  | Partido da Frente Liberal PFL                    | 1.º de janeiro de 2005 até 4 de dezembro de 2005 (11 meses e 3 dias)         | 2004    | Prefeito e vice reeleitos em sufrágio universal, cujo titular faleceu em 4/12/2005                 |
| 12 | José Ademir Infante Gutierrez                       | Democratas DEM                                   | Nenhum                                         | Linha sucessória (vice-prefeito)                 | 5 de dezembro de 2005 até 31 de dezembro de 2008 (3 anos e 26 dias)          |         | Vice-prefeito, assume em virtude do falecimento do titular                                         |
| 12 | José Ademir Infante Gutierrez                       | Democratas DEM                                   | João Divino Anselmo                            | Partido Trabalhista Brasileiro PTB               | 1.º de janeiro de 2009 até 31 de dezembro de 2012 (4 anos)                   | 2008    | Prefeito reeleito e vice eleito em sufrágio universal                                              |
| 13 | Ailton Cesar Herling                                | Partido Socialista Brasileiro PSB                | Lucidi Polegatto                               | Partido Popular Socialista PPS                   | 1.º de janeiro de 2013 até 31 de dezembro de 2020 (8 anos)                   | 2012    | Prefeito e vice eleitos em sufrágio universal                                                      |
| 13 | Ailton Cesar Herling                                | Partido Socialista Brasileiro PSB                | Lucidi Polegatto                               | Partido Popular Socialista PPS                   | 1.º de janeiro de 2013 até 31 de dezembro de 2020 (8 anos)                   | 2016    | Prefeito e vice reeleitos em sufrágio universal                                                    |
| 14 | Jandira Sampaio Cavichini Gutierrez Janda           | Partido Social Democrático PSD                   | Claudio Antonio Martins Claudio do Dourado     | Partido Social Democrático PSD                   | 1.º de janeiro de 2021 até 31 de dezembro de 2024 (4 anos)                   | 2020    | Prefeito e vice eleitos em sufrágio universal                                                      |
| 15 | Claudio Evangelista da Silva Junior Juninho Poceiro | União Brasil UNIÃO                               | Paulo Cesar Ramos de Gonçalves Cesinha do Celu | Republicanos                                     | Início em 1.º de janeiro de 2025 (133 dias até o momento)                    | 2024    | Prefeito e vice eleitos em sufrágio universal                                                      |